# Ephormotris nectalis
Ephormotris nectalis là một loài bướm đêm trong họ Crambidae.